# Campeonato Europeu de Halterofilismo de 1924
O 20º Campeonato Europeu de Halterofilismo foi realizado em Neunkirchen, na Alemanha entre 7 a 8 de setembro de 1924. Foram disputadas sete categorias.

## Medalhistas
| Evento    | Ouro                       | Ouro     | Prata                       | Prata    | Bronze                       | Bronze   |
| --------- | -------------------------- | -------- | --------------------------- | -------- | ---------------------------- | -------- |
| 53 kg     | Fritz Baru · Alemanha      | 337,5 kg | Heinrich Fuchs · Alemanha   | 327,5 kg | Heinrich Kießling · Alemanha | 305,0 kg |
| 58 kg     | Albert Küchner · Alemanha  | 350,0 kg | Otto Geßler · Alemanha      | 347,5 kg | Moritz Wecker · Alemanha     | 315,0 kg |
| 62,5 kg   | Max Loch · Alemanha        | 355,0 kg | Emil Fetzer · Alemanha      | 335,0 kg | Georg Ochs · Suíça           | 325,0 kg |
| 67,5 kg   | Willi Reinfrank · Alemanha | 445,0 kg | Nicolaus Weber · Alemanha   | 402,5 kg | Otto Erlenmayer · Alemanha   | 372,5 kg |
| 75 kg     | Jakob Vogt · Alemanha      | 442,5 kg | Jakob Merten · Alemanha     | 422,5 kg | Fritz Braun · Alemanha       | 395,0 kg |
| 82,5 kg   | Julius Baruch · Alemanha   | 425,0 kg | Fritz Neukirchen · Alemanha | 420,0 kg | Jakob Orgler · Alemanha      | 395,0 kg |
| + 82,5 kg | Paul Trappen · Alemanha    | 532,5 kg | Fritz Jung · Alemanha       | 447,5 kg | Otto Österlin · Alemanha     | 447,5 kg |

## Quadro de medalhas
| Ordem | País     | Medalha de ouro | Medalha de prata | Medalha de bronze | Total |
| ----- | -------- | --------------- | ---------------- | ----------------- | ----- |
| 1     | Alemanha | 7               | 7                | 6                 | 20    |
| 2     | Suíça    | 0               | 0                | 1                 | 1     |
| Total | Total    | 7               | 7                | 7                 | 21    |